# ژان شرلیه
ژان شرلیه ملقب به ژرسون (به فرانسوی: Jean Gerson) نویسنده و پژوهشگر الهیات قرن چهاردهم میلادی اهل فرانسه است.